# Iván González Cancel
Ivan F. González Cancel es un cirujano de trasplante cardiovascular y corazón acreditado por haber realizado la primera cirugía de trasplante de corazón en Puerto Rico. Nació en el 1960 en el Hospital San Miguel de Utuado. 

## Trasplante de Corazón
El domingo, 27 de junio de 1999 realizó el primer trasplante de corazón en Puerto Rico. Su grupo de trabajo durante la operación (de tres horas y 17 minutos) en el Centro Cardiovascular de Puerto Rico y el Caribe incluyó a los también cardiólogos Héctor Banchs Pieretti, Cid Quintana, Rolando Colón, Héctor Delgado Osorio y Efraín Defendini. Laureano Cora Solís, de 52 años y residente de Arroyo, fue el agraciado recipiente del órgano donado por los familiares de Arlyne Odette Acevedo Molina, una dama utuadeña (de 39 años), víctima de un accidente automovilístico.
Desde entonces, él y su gran equipo de trabajo han realizado un total de 150 trasplantes en Puerto Rico. La gran mayoría de estos han sido exitosos y a esto se debe que se le reconozca como uno de los mejores cirujanos cardiovasculares de Puerto Rico y el mundo.